# Helmuth Nyborg
Helmuth Nyborg Sørensen (* 5. Januar 1937 in Løsning) ist ein dänischer Psychologe und Autor sowie ehemaliger Kanute. Er war bis zu seiner Emeritierung Professor für Entwicklungspsychologie an der Universität Aarhus. Einer seiner Forschungsschwerpunkte ist der Zusammenhang zwischen Hormonen und Intelligenz. Dabei sieht er hormonell und genetisch begründete Unterschiede zwischen Männern und Frauen und ethnischen Gruppen gegeben.
Vor seiner Tätigkeit als Forscher nahm er als Kanute unter anderem an den Olympischen Sommerspielen 1960 teil und gewann die Bronzemedaille.
Er kandidierte 2019 für das dänische Parlament.

## Olympische Erfolge
Helmuth Nyborg nahm an den Olympischen Spielen 1960 in Rom teil, bei denen er im Einer-Kajak in der 4-mal-500-Meter-Staffel an den Start ging. In den Vorläufen belegte er gemeinsam mit Erik Hansen, Erling Jessen und Arne Høyer den dritten Platz hinter der deutschen und der sowjetischen Staffel. Daraufhin mussten die Dänen in den Hoffnungsläufen starten, konnten ihren Lauf aber mit über acht Sekunden Vorsprung gewinnen. Im Halbfinale wurden sie erneut von der deutschen Staffel geschlagen, setzten sich aber gegen die Schweden und die Finnen durch, sodass sie den Endlauf erreichten. Diesen beendeten sie am 29. August 1960 nach 7:46,09 Minuten auf dem dritten Rang hinter der deutschen und der ungarischen Staffel und gewannen die Bronzemedaille.

## Kontroverse Forschungsergebnisse
Nyborg beendete nach eigenen Angaben seine Sportkarriere zugunsten der Wissenschaft am 29. August 1960 um 13:08 Uhr beim Überfahren der Ziellinie.
Nyborg sieht einen IQ-Unterschied von fünf Punkten zwischen Männern und Frauen. 2011 stellte er dar, dass die Migration aus Ländern der Dritten Welt nach Dänemark im Laufe der Zeit eine negative Wirkung auf den durchschnittlichen IQ des Landes habe. Weiße erscheinen nach seinen Forschungsergebnissen als tendenziell leicht intelligenter als Schwarze, Atheisten als tendenziell leicht intelligenter als streng religiöse Menschen.

## Suspendierungen und Gerichtsverfahren
Schon die Arbeit von 2005 über Sex-related Differences führte zu seiner ersten Suspendierung. Die DCSD (Danish Committees on Scientific Dishonesty) erteilten ihm einen Verweis wegen „grob fahrlässigen Verhaltens“. Seine Suspendierung wurde aufgehoben.
In seiner Publikation The Decay of Western Civilization: Double Relaxed Darwinian Selection (2011) stellt Nyborg dar, dass Dänemark durch die Einwanderung aus den klassischen Herkunftsländern mit Ausnahme der asiatischen Länder hinsichtlich der Intelligenz genetisch geschwächt würde. Die DCSD verurteilten ihn zum zweiten Mal 2013 wegen formaler Mängel dieses Artikels für wissenschaftliches Fehlverhalten. Nyborg verklagte den DCSD und gewann den Prozess im März 2016. Er erhielt außerdem als Entschädigung 200.000 Dänische Kronen.

## Politisches Engagement
Helmuth Nyborg kandidierte 2019 für die Partei Stram Kurs, um gegen die Einwanderungspolitik einzutreten.

## Privates
Nyborg ist in zweiter Ehe mit der klinischen Psychologin Mette Lund Jensen verheiratet und Vater von zwei Kindern. Er lebt in Hørning in der Gemeinde Skanderborg.

## Publikationen (Auswahl)
- Psykologi og Genetik.En introduktion til Psykogenetik. (Psychology and Genetics -An introduction to Psychogenetics). Copenhagen: Munksgaard, 1972.

- Nielsen, J., Nyborg, H. & Dahl, G. Turner's Syndrome: A psychiatric-psychological study of 45 women with Turner's syndrome, compared with their sisters and women with normal karyotype, growth retardation, and primary amenorrhoea. Aarhus: Acta Jutlandica XLV. 1977 Medicine Series 21

- Sex chromosome abnormalities and cognitive performance. III. Field dependence, frame dependence, and failing development of perceptual stability in girls with Turner's syndrome. Journal of Psychology, 96, 1977, S. 205–211.

- Spatial ability in men and women: Review and new theory. Advances in Behavior Research and Therapy. (Monograph Series), 5,1983, S. 89–140.

- Performance and intelligence in hormonally different groups. In G.J. de Vries, J.P.C. de Bruin, H.B.M. Uylings & M.A. Corner (Eds.) Sex Differences in the Brain: The Relation between Structure and Function. Progress in Brain Research, Bd. 61. Amsterdam, Elsevier Biomedical Press 1984, S. 491–508.

- Sex hormones and covariant body, brain, and behavioural development. Neuroendocrinology Letters, Vol. 10, 1988, Nr. 4,217.

- The decay of Western civilization: Double relaxed Darwinian selection. In: Personality and Individual Differences. 53 (2): 118–125. doi:10.1016/j.paid.2011.02.031.